# مفارقة
المفارقة أو المُحَيِّرَة (بالإنجليزية: Paradox) هي بيان بالرغم من أن التعليل يبدو ظاهرياً مبني على مقدمات وحجج منطقية، إلا أنه يؤدي إلى تناقض البيان نفسه أو يؤدي إلى استنتاج عبارة غير منطقية. أو أمر مُحير في دائرة مغلقة، من الممكن أن تكون المفارقة عبارة صحيحة أو مجموعة من العبارات التي تتضمن معنى التناقض أو النفي. ووفقا لتعريف الفيلسوف الأنجليزي مارك سينسبري، المفارقة تعني: خاتمة قد تبدو غير مقبولة، مستمدة من فرضيات قد تبدو مقبولة من خلال منطق قد يبدو مقبولاً. يمكن أن تعبر المفارقة عن تناقض خارجي عندما تناقض معرفة أو فرضية سابقة، أو تناقض داخلي عندما تحتوي نفسها على شيء وعكسه.

## التسمية
المفارقة هي الترجمة العربية لكلمة Paradox الإنجليزية، أصل الكلمة مُشتق من اليونانية: para تعني بجانب، أو ممر، وdoxa تعني الإيمان أو الرأي. والمقصود بها هو فكرة تبدو للوهلة الأولى بدون قيمة أو غير ممكنة أو غير منطقية ولكن بعد التفكير العميق تتضح صحة الفكرة.

## التاريخ
استعمل الفيلسوف زينون الإيلي مفارقات تتعلق بالحركة كي يبرهن رؤية معلمه بارمينيدس حول أن الحواس تضلل العالم والمفكر ويجب الاعتماد على التفكير فقط. ويعتبر سقراط المفارقات على أنها تدل على رؤيته الاخلاقية، فيقول: الدولة الفاضلة هي معرفة. لا يوجد شخص يقوم بعمل سيئ عن معرفة.

## الاستعمال
المفارقة يمكن أن تظهر في الحياة اليومية، وتناقض الحقيقة المعروفة لدى العامة، أو في أطر علمية، في تناقض لمجمل المعرفة الموجود بها. المفارقة تبدو مربكة وتسبب تشويش، ولكن في حقيقة الأمر تتحمل المفارقات قسم مهم بالعلم خصوصًا وبالتجارب الإنسانية عمومًا. استنتاج مفارقة من فرضية هي من الطرق المنتشرة لنفي فرضية خاطئة. المفارقة تلزمنا بفحص معلوماتنا من جديد، كي نفحص إذا كانت المفارقة تنبع من خلل خفي بالمفارقة، أو أن المفارقة تشير إلى خطإ في الفرضية الأساسية، ولذلك علينا تغييرها المفارقة في المنطق الرياضي التي تحمل على متنها ثلة من الجمل الخبرية التي تناقض المنطق فهي لا يمكن أن نقول عنها أنها صحيحة كما لا يمكن أن نقول أنها خاطئة، فإذا أخذنا الجملة التالية : «أنا أكذب الآن» فإذا افترضنا أنني صادق يعني أن الجملة صحيحة الأمر الذي يناقض كوني صادقا أما إذا افترضنا أنني كاذب فالجملة خاطئة ونفيها صحيح أي أنني صادق ويناقض كوني كاذباً.

## المفارقات الحدسية الكونية
المفارقات الحدسية الكونية (بالإنجليزية: cosmological paradoxes) هي صعوبات أو تناقضات تنشأ من المحاولات الخاصة بمد القوانين الفيزيائية المتعلقة بأجزاء محدودة إلى الكون ككل، وأهم المفارقات الحدسية الكونية في إطار فيزياء نيوتن مفارقة نيوتن وسيجلر الخاصة بالجاذبية، والمفارقة الخاصة بالقياس الضوئي عند شيزو وأولبر.
وتشير المفارقة الأولى إلى الصعوبات الضخمة الناتجة عن تطبيق قانون نيوتن عن الجاذبية الكونية على النظام السكوني اللانهائي للكتل ذات الكثافة المتوسطة التي لا تصل إلى الصفر المطلق أو التمركز الذاتي الصفري .
وتشير المفارقة الثانية إلى أن النظام عينه الخاص بإشعاع الكتل (النجوم، المجرات) سينتج نوراً وهاجاً في السماء الليلية، يُقارن بنور السطح الشمسي وتفاعلاتها التامة على سطحها وفي لبابها .
ويمكن إزالة هاتين المفارقتين في إطار الفيزياء التقليدية (السابقة على نظرية النسبية) إذا افترضنا أن توزيع المادة في الكون تحكمه بدقة القوانين، بما يتفق مع ما يسمى بالنموذج ذي البناء الهرمي التسلسلي، وفي علم الكونيات النسبي يتم محو كل هاته المفارقات الحدسية نظرا بأنها ليست على الأمر ذاته محضة وفي بحاتة[مبهم] لوجودها.
ويمكن النظر إلى المفارقات الكونية القائمة على أنها تحذير ضد أية محاولة للتناول المبسط لمشكلات الكون.

## مفارقات شائعة
- مفارقة فندق كيلبرت.
- مفارقة راسل.
- مفارقة كريت.